# Mráz M.1 Sokol
Mráz M.1 Sokol – czechosłowacki jednosilnikowy samolot wielozadaniowy o konstrukcji drewnianej, projektu inż. Zdenka Rubliča. Produkowany w różnych wersjach w zakładach Beneš-Mráz w Chocni po II wojnie światowej. Użytkowany był w Australii, Czechosłowacji, Egipcie, Finlandii, Izraelu i Szwajcarii.

## Historia
Samolot został zaprojektowany przez inżyniera Zdenka Rubliča z czechosłowackich zakładów Beneš-Mráz w latach 40. XX wieku. W trakcie niemieckiej okupacji Czechosłowacji zakłady te produkowały szybowce DFS Kranich oraz samoloty Fieseler Fi 156 Storch. Zespoły konstrukcyjne pracowały także nad planami samolotów, które mogłyby być wykorzystane po wojnie. Mráz M.1 Sokol czerpał z konstrukcji, które powstały w zakładach Beneš-Mráz przed wojną, np. Be.550 Bibi, ale wprowadzono w nim modyfikacje. Linia dachu kabiny samolotu została podwyższona, a przeszklenie straciło sportowy, aerodynamiczny charakter. Kabina była dwumiejscowa. Ster kierunku został zaokrąglony. Podwozie Sokola chowało się do tyłu, sprawiając, że jego część wystawała poza kadłub. Bliżej kadłuba skrzydła miały ujemny kąt wzniosu, a w dalszej części kąt był dodatni. Samolot miał drewnianą konstrukcję we wszystkich wersjach .
Pierwszy lot testowy prototyp Sokola o numerze OK-ZHA wykonał 9 marca 1946 roku. Wersja ta, w wariancie dwumiejscowym, została finalnie nazwana M.1A. Miała ona zamontowany czterocylindrowy silnik Walter Minor 4-III o mocy 105 KM.
19 maja 1946 roku odbył się lot testowy zmodyfikowanej wersji samolotu (M.1B) z silnikiem ZLAS Toma 4 o mocy 105 KM. Wyprodukowano tylko jeden samolot w wersji M.1B.

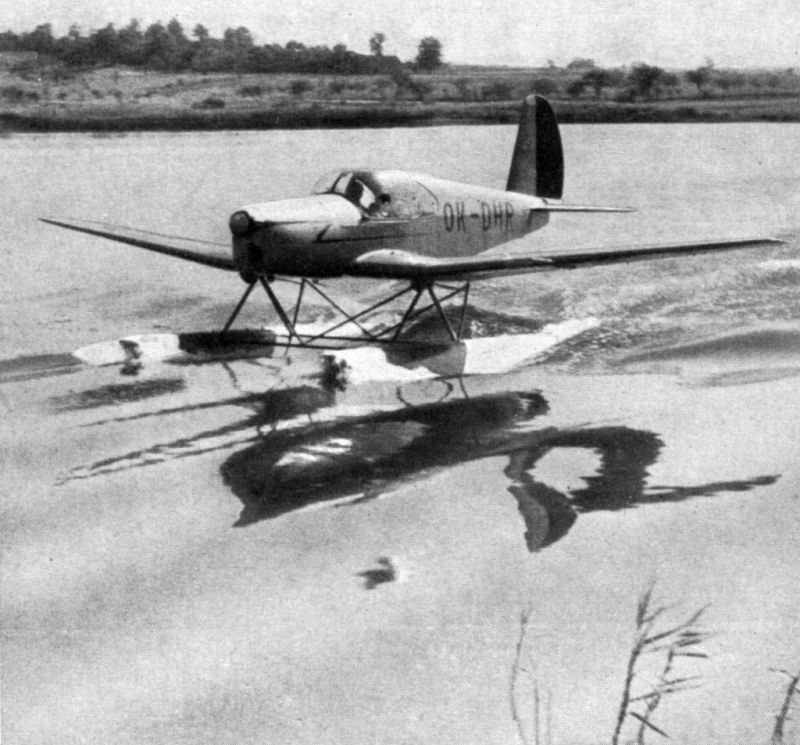
Mráz M.1E Sokol z pływakami

16 lutego 1947 roku odbył się lot testowy kolejnej, zmodyfikowanej wersji Sokola (M.1C) o numerze OK-BHD. Najważniejszą zmianą było wprowadzenie kokpitu trójmiejscowego. Nie wpłynęło to negatywnie na osiągi czy też masę samolotu. Również osłona kabiny została zaprojektowana tak, aby ułatwić sterowanie samolotem. Za drzwiami kabiny dodano zaokrąglone, trójkątne okna. Kadłub składał się z czterech podłużnic obłożonych sklejką. Samolot miał dwa trzynastogalonowe zbiorniki paliwa oraz jeden pomocniczy o pojemności trzech galonów. wersja M.1C napędzana była czterocylindrowym silnikiem Walter Minor 4-III o mocy 105 KM. Konstrukcja ta okazała się być głównym produktem zakładów Beneš-Mráz, które wyprodukowały 183 sztuki Sokola w wersji M.1C . W tej wersji samolot był sprzedawany głównie jako maszyna wielozadaniowa (do przewozu osób lub do celów szkolno-treningowych).
W Polsce pierwszy lot samolotem Mráz M.1 Sokol wykonał Aleksander Wąsowicz z Aeroklubu Warszawskiego 10 września 1948 roku.
4 października 1948 roku odbył się lot testowy kolejnej wersji M.1D (samolot o numerze OK-CEF). Wprowadzono w niej jednoczęściowe przeszklenie kokpitu, otwierane na lewą stronę. Zmieniono także drążek sterowy i orczyk. Silnik pozostał ten sam, jak w przypadku wersji M.1C. Samolotów tej wersji wyprodukowano od 100 do 104 sztuk.
Jedna sztuka samolotu M.1D Sokol (OK-DHR) została wyposażona w pływaki i oznaczona jako wersja M.1E.

## Dane techniczne
| Dane/Typ            | M.1C                             | M.1D                             |
| ------------------- | -------------------------------- | -------------------------------- |
| Długość             | 7,35 m                           | 7,35 m                           |
| Wysokość            | 1,95 m                           | 2,20 m                           |
| Rozpiętość          | 10 m                             | 10 m                             |
| Masa własna         | 435 kg                           | 500,8 kg                         |
| Prędkość maks.      | 230 km/h                         | 240 km/h                         |
| Prędkość przelot.   | 212 km/h                         | 212 km/h                         |
| Prędkość wznoszenia | 2,8 m/s                          | 3 m/s                            |
| Pułap               | 4800 m                           | 4800 m                           |
| Zasięg              | 1046 km                          | 1000 km                          |
| Silnik              | Walter Minor 4-III o mocy 105 KM | Walter Minor 4-III o mocy 105 KM |

## Użytkownicy
Australia
W 1948 roku jeden samolot o numerze HB-TAE został dostarczony do Australii po 120 godzinach lotu i 35 międzylądowaniach. W 1949 roku nadano mu numer VH-AXY. W 1962 roku samolot został jednak zawieszony ze względu na zakaz użytku samolotów o konstrukcji drewnianej klejonych klejem syntetycznym .
 Czechosłowacja
W Czechosłowacji samoloty te wykorzystywane były głównie w lotnictwie cywilnym w aeroklubach. Sokoly były również wykorzystywane przez Czechosłowacką Amię Ludową pod oznaczeniem K-63.
 Finlandia
Jedyna sztuka samolotu w wersji M.1E została sprzedana Finlandii w 1949 roku.
 Egipt
Egipskie Siły Powietrzne zamówiły 30 sztuk tych samolotów w wersji M.1C jako jednostki szkolno-treningowe.
 Izrael
W trakcie działań zbrojnych podczas kryzysu sueskiego (1956) izraelskie lotnictwo meldowało o tym, że Egipcjanie pozostawili na lotnisku w Al-Arisz dużą liczbę samolotów de Havilland Vampire. Po dotarciu na miejsce Izraelczycy zorientowali się, że były to tylko makiety samolotów. Jednak na miejscu odkryto kilka sztuk samolotów M.1C Sokol. Jeden z nich nadawał się do użytku i nakazano, aby przetransportować go do bazy lotniczej Tel Nof. Maszyna wykonała jeden lot, ale na miejscu okazało się, że jej stan techniczny wyklucza jej dalsze użytkowanie przez Siły Powietrzne Izraela.
 Szwajcaria
Mimo wycofywania samolotu z użytku w latach 60. XX wieku, to w 1962 roku jeden samolot Sokol został sprzedany do Szwajcarii.